# Croton chiribiquetensis
Croton chiribiquetensis là một loài thực vật có hoa trong họ Đại kích. Loài này được Cordiel mô tả khoa học đầu tiên năm 1993.